# Euphoria (防彈少年團歌曲)
〈Euphoria〉是韓國男子音樂組合防彈少年團的歌曲，於2018年8月24日由Big Hit娛樂發行，作為成员田柾國在第三張專輯《Love Yourself 結 'Answer'》内的個人單曲。
歌曲发行后在互联网上流行并是英语单词「Euphoria」的搜尋趨勢大幅增加了2883%。此外，歌曲也出现在美国同名电视剧 《高校十八禁》第一季的结局中。
這首單曲在《告示牌》榜外單曲榜排名第5位，歌曲在日本達30,000,000次下載，並獲得日本唱片協會的流媒体银認證。

## 榜單表現
| \| 排行榜（2018年） \| 最高 排名 \| \| -------------------------------- \| --------- \| \| 加拿大（加拿大百强单曲榜）[4] \| 86 \| \| 匈牙利（四十強單曲榜）[5] \| 10 \| \| 法國 (SNEP下载週榜) [6] \| 47 \| \| 日本（日本百强单曲榜）[7] \| 76 \| \| 馬來西亞 (RIM) [8] \| 17 \| \| 新西兰 (新西兰唱片音乐协会) [9] \| 9 \| \| 新加坡（新加坡唱片業協會）[10] \| 18 \| \| 韓國（Gaon單曲榜）[11] \| 11 \| \| 南韓 (K-pop Hot 100) [12] \| 2 \| \| 美国（告示牌世界數碼歌曲榜）[13] \| 1 \| |           |
| 排行榜（2018年） | 最高 排名 |
| 加拿大（加拿大百强单曲榜） | 86        |
| 匈牙利（四十強單曲榜） | 10        |
| 法國 (SNEP下载週榜) | 47        |
| 日本（日本百强单曲榜） | 76        |
| 馬來西亞 (RIM) | 17        |
| 新西兰 (新西兰唱片音乐协会) | 9         |
| 新加坡（新加坡唱片業協會） | 18        |
| 韓國（Gaon單曲榜） | 11        |
| 南韓 (K-pop Hot 100) | 2         |
| 美国（告示牌世界數碼歌曲榜） | 1         |